# クー (フィンランド神話)
クー（フィンランド語: Kuu）はフィンランド語で月を意味する言葉。フィンランド神話では月の女神である。
『カレワラ』によると、大気の娘イルマタルは原初の海を漂う中、小鴨がイルマタル自身の膝の上に卵を生むことを許した。卵は落ち、その欠片が天地と成った。白身は月と成り、黄身は太陽と成った（宇宙卵型神話）。
また『カレワラ』の後半（第47-49章）では、ポホヨラの女主人ロウヒによる月と太陽の幽閉と、ワイナミョイネン・イルマリネンによる解放の物語（日月解放神話）が描かれている。この部分は、カレリアやイングリアに断片的な形で散在していた伝承を『カレワラ』の編者リョンロートが補足脚色したものと考えられている。また原カレワラや古カレワラでは描写がやや異なっている。
またミカエル・アグリコラの記録した伝承（1551年）に、「カヴェ (Kave) が月を食べた」というものがあるという。このカヴェは森の獣を指すと考えられており、世界の神話でよく見られる鳥獣が日月を呑み込むモチーフの一類話と考えられる。一方でクリストフリッド・ガナンデルの辞典（1789年）では、「カヴェ（婦人）が月を解放した」という伝承が語られているという。